# Acanthoprora melanoleuca
Acanthoprora melanoleuca là một loài bướm đêm trong họ Noctuidae.